# Typhlops minuisquamus
Typhlops minuisquamus este o specie de șerpi din genul Typhlops, familia Typhlopidae, descrisă de Hugh Neville Dixon și Henderson 1979. Conform Catalogue of Life specia Typhlops minuisquamus nu are subspecii cunoscute.